# モルボル
モルボル（Morbol）は、スクウェア・エニックス（旧スクウェア）のコンピューターゲーム「ファイナルファンタジーシリーズ」に登場する架空のモンスターである。『ファイナルファンタジーII』（以下FFII）で初登場して以来、ほとんどのFFシリーズに登場する。

## 特徴
複数の眼を持ち、触手に覆われた醜悪な姿で体中粘液で覆われており、悪臭を放ち大口でなんでも食べてしまう「食人植物」。その「臭い息」を嗅いだ者は、身体に毒・暗闇・沈黙・混乱など様々な異常を引き起こし、油断しているとあっという間に倒されてしまう。

### FFIIのモルボル
初登場した『FFII』では、後のシリーズのものとは若干異なる性質を持っていた。
- 「臭い息」は吐かず、代わりに打撃の追加効果として状態異常を引き起こす。
- 『FFII』における「くさいいき」は石化のみを引き起こす特殊攻撃。モルボル系は使用せず、一部のキマイラ系モンスターが使用してくる。
- 陸上にしか現れないが水棲種扱いであり、亜種としてランドモルボルなるものも存在する。
- 普通のモルボル、およびランドモルボルが持つ追加攻撃は麻痺のみ。後のシリーズで名物となる多重状態異常は、『FFII』においては最上種のモルボルグレートのみが発生させる。
- 『ディシディアファイナルファンタジー』では、『FFII』のキャラクターをデザインした天野喜孝によるイラストの召喚獣およびファミリーコンピュータ版グラフィックのプレイヤーアイコンとして起用をしている。

## 亜種
オチュー
モルボルに比べ、より植物に近い外観を持つ。悪臭はモルボルに劣るが、長い蔓状の触手を鞭のように扱い、強烈な攻撃をしてくる。モルボルより早く第1作『ファイナルファンタジー』から登場している。モルボルの亜種として設定されたのは『ファイナルファンタジータクティクス』が初めてであり、別種と扱われる場合も多い。上位種はネオチュー。
アティアグ参照
モルボルグレイト（「モルボルグレート」とも）
モルボルの上級とも言える存在。悪臭も増して冒険者を更に苦しめる。
ファイナルファンタジータクティクスではアビリティ『まじゅう使い』をセットしたユニットが隣接している場合、対象の人間ユニットをモルボル化する『モルボル菌』が使用できる。一度モルボルとなったユニットは元に戻らない。
上位版のモルボルワーストも存在する。
モルボルキング
王冠を被り、群生している。キングというのは王冠を被っている外見のために呼称されているものであり、特に王としての役割などは無い。『ファイナルファンタジーXII』ではさらに上位種のグレートキングという個体も存在する。
モルボルカウント
『ファイナルファンタジーIV THE AFTER 月の帰還』に登場する。戦闘から逃げることはできず、臭い息や消化液を駆使しさらには自らの体力を回復する。